# Куркивський Різдво-Богородичний монастир
Богородиці-Різдвяний монастир (рум. Mănăstirea Curchi) — православний чоловічий монастир, розташований у селі Курки Оргіївського району Молдови, поблизу річки Ватич, на схилах мальовничого пагорба, вкритого дубовим лісом. Монастир належить Молдавській митрополії Російської православної церкви .
Настоятелем монастиря є Митрополит Кишинівський і всієї Молдови Володимир (Кантарян).

## Історія
- Скит був заснований у 1773 Йоардакієм Курки з Морозень, який згодом став його настоятелем під ім'ям Іоанна.
- З 1813 по 7 січня 1821 настоятелем монастиря був архімандрит Кирило[1].
- У 1868 році скит було перетворено на монастир, і цей рік вважається офіційною датою заснування монастиря.
- У 1808–1810 pp. збудовано кам'яну літню церкву «Різдво Пресвятої Богородиці» з гарною дзвіницею, розташованою поруч. Ця церква була першою мурованою церквою на території обителі. Зимову кам'яну церкву «Святого Дмитра» було збудовано набагато пізніше в 1844 році поряд із настоятельськими покоями.
- У 1943 році були зроблені спроби відтворити розпис та куполи. Досі відновлено лише три дзвони: головний і ще два менші за розміром, над входом до храму.
- У 1958 році монастир було закрито, а в 1961 році тут було відкрито психіатричну та наркологічну лікарню, яка проіснувала до 2002 року, хоча рішення про відродження монастиря було прийнято урядом ще у 1992 році. За час функціонування лікарні усі будівлі монастиря занепали. І хоч монастир вважався серед об'єктів, що охороняються державою, але жодного разу за ці роки не ремонтувався, і на це не виділялися кошти. Лише на початку 2000-х років було розпочато відновлення монастиря, чому чимало сприяло те, що монастир був узятий під заступництво ООН та роботи фінансувалися з фондів цієї організації. Наразі територія монастиря та більшості храмів приведена у належний вигляд, але роботи тривають. У жодному храмі монастиря не збереглися оригінальні розписи інтер'єрів.

- На початку 2000-х монастирю було віддано територію колишнього піонерського табору, де нині розташовується все монастирське господарство.

## Архітектура

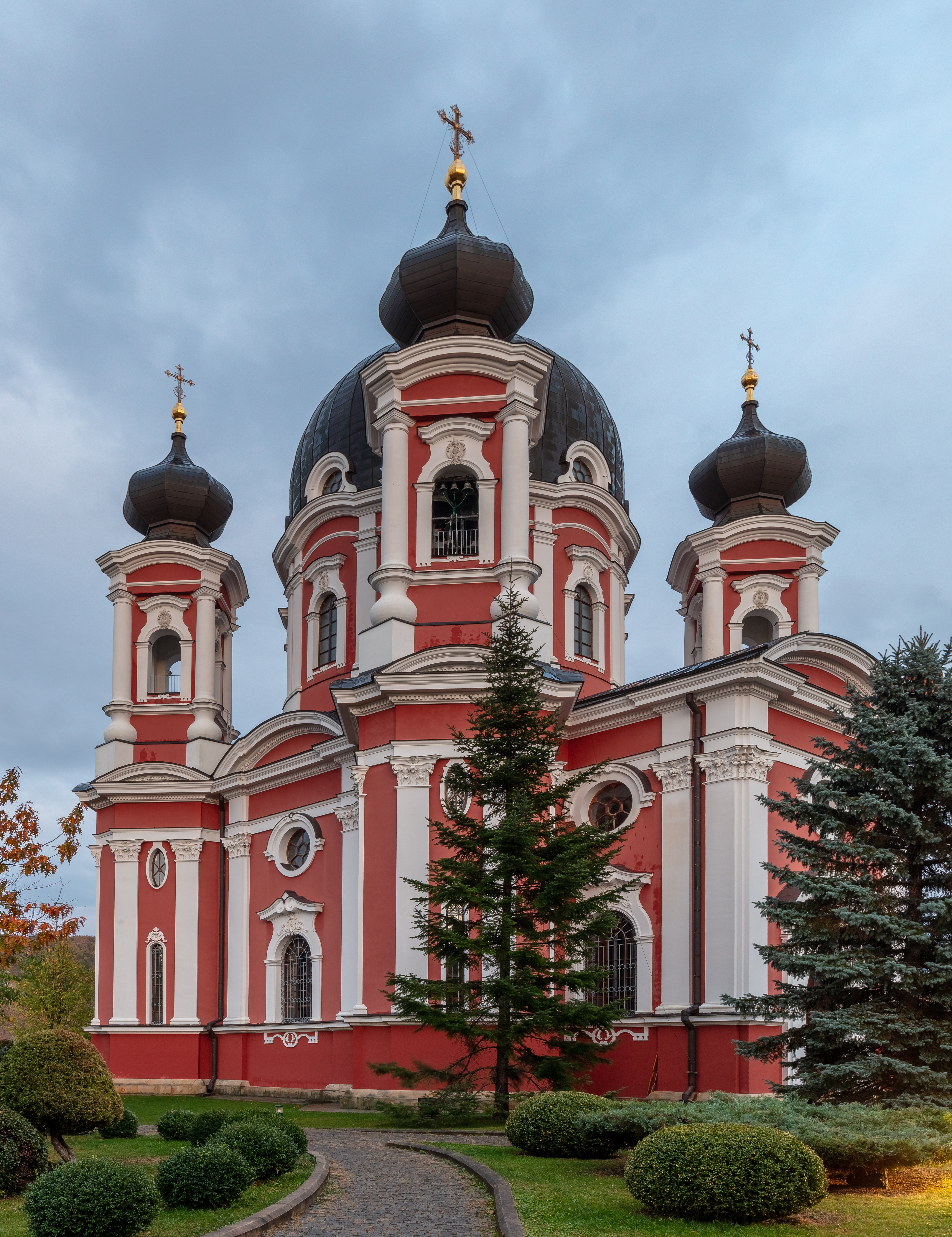
Храм Різдва Богородиці (Монастир Курки)

Ансамбль монастиря виник у 1773 році. Монастирське подвір'я, що складається з двох терас, верхньої та нижньої, обнесено кам'яною стіною з вежами по кутах і забудоване по периметру будинком братніх келій, настоятельськими покоями та господарськими спорудами. На нижній терасі влаштований кам'яний басейн-ставок.
Храм Різдва Богородиці побудований у 1880 році. Восьмигранний у плані, він оточений виступаючими вівтарем і притворами по головних осях і невеликими межами по діагональних. Центральна частина перекрита куполом на високому круглому барабані. Спочатку чотири прибудови вінчалися баштами, з яких збереглися лише два західні. Сильно розчленований обсяг храму, своєрідно виконаний тосканський ордер, лиштви вікон із лучковими фронтончиками, башточки, спарені пілястри барабана купола ставлять церкву в ряд найкращих і оригінальних творів класицизму, у якому зберігаються прийоми бароко. Наприкінці XIX — на початку XX століття було споруджено настоятельські покої з зимовою церквою, братські келії та огорожу з надбрамною вежею.
Тепла або зимова церква була побудована наприкінці XIX століття. У плані вона складається з напівкруглого вівтаря, прямокутного нефа та квадратного притвору. Неф перекритий куполом на круглому світловому барабані, а притвор і вівтар — склепіннями. Інтер'єр світлий та величний завдяки висотно розкритому простору нефа. Ця церква є пам'яткою неовізантійського стилю.
У 1943 році були зроблені спроби відтворити розпис та куполи. Досі відновлено лише три дзвони: головний і ще два менші за розміром, над входом до храму. У 1958–2002 pp. монастир був закритий, а його територія віддана під психіатричну лікарню та наркологічне відділення.
Наразі проводиться реставрація монастиря.

## Легенда
Засновник першої монастирської громади — Йордаку Куркь, мешканця довколишнього села Морозень. Він прийняв чернецтво під ім'ям Іван. Відомо, що саме він збудував у цих місцях на власній землі дерев'яну церкву, названу на честь святого великомученика Дмитрія.
Існує легенда, згідно з якою, у цій частині Кодр довгий час промишляла пограбуваннями зграя розбійників, ватажком якої був Йордаку Куркь. Якось надвечір бандити побачили на дорозі чоловіка та жінку. Вони напали і вбили обох, але коли почали обшукувати трупи, ватажок дізнався про вбитих своїх батьків. Тоді Йордаку покаявся, заснував скит, прийняв чернецтво, його приклад наслідувала частина розбійників.

## Візит Святішого патріарха Московського та всієї Русі Кирила
10 жовтня 2011 року, Святіший Патріарх Московський і всієї Русі Кирило відвідав Богородиці-Різдвяний Куркивський ставропігійний чоловічий монастир.
Предстоятель Російської Церкви звершив чин малого освячення відтвореного собору Різдва Пресвятої Богородиці, після чого звернувся до віруючих з Першосвятительським словом. На згадку про свій візит до монастиря, Святіший Владико підніс образ «Лоза Істинна» із зображенням Христа Спасителя.

## Туризм
Наявність гарної природи та архітектурний ансамбль монастиря, а також курсування недорогої маршрутки Кишинів — Курки створює сприятливу атмосферу для туризму.